# Brezove Dane (Teslić)
Brezove Dane (szerbül: Брезове Дане), lakatlan település Bosznia-Hercegovinában, a Szerb Köztársaságban, Teslić községben.

## Fekvése
A település Bosznia-Hercegovina középső részének északi szélén, Dobojtól légvonalban 23, közúton 41 km-re délnyugatra, községközpontjától légvonalban 11, közúton 19 km-re délkeletre, a Mahnjača-hegység területén található. Brezove Dane településnek a Szerb Köztársaság területéhez csatolt, kis területű, lakatlan része.

## Népessége
| Nemzetiségi csoport | Népesség 1991 | Népesség 2013 |
| ------------------- | ------------- | ------------- |
| Szerb               | 1004          | 0             |
| Bosnyák             | 0             | 0             |
| Horvát              | 44            | 0             |
| Jugoszláv           | 5             | 0             |
| Egyéb               | 4             | 0             |
| Összesen            | 1057          | 0             |

## Története
Brezove Dane település 1878-ig tartozott az Oszmán Birodalomhoz, ekkor a berlini kongresszus határozata alapján az Osztrák-Magyar Monarchia része lett. 1879-ben az első osztrák-magyar népszámlálás során a Žepčei járáshoz és Šeher Novi községhez tartozó településnek 40 háztartása, 299 horvát és 5 izraelita lakosa volt. 1910-ben a Žepčei járáshoz tartozó településen 53 háztartást, 287 ortodox és 28 római katolikus lakost találtak. A monarchia szétesésével 1918-ban előbb a Szerb-Horvát-Szlovén Királyság, majd 1929-től a Jugoszláv Királyság része lett. 1921-ben a Žepčei járáshoz tartozó községnek 323 lakosa volt, melyből 294 ortodox szerb és 29 római katolikus horvát volt. Az 1929-es törvény értelmében, amikor Bosznia-Hercegovinát négy banovinára, Drinskára, Vrbaskára, Zetskára és Primorskára osztották, a település a Vrbaska banovina része lett, amelynek székhelye Banja Luka volt. 
Jugoszlávia megszállása után a Független Horvát Állam (NDH) része lett. A második világháború után 1992-ig a település a szocialista Jugoszlávia keretében a Bosznia-Hercegovinai Népköztársaság része volt. A daytoni egyezmény aláírása után a település kis, laktalan része Teslić község részeként a Szerb Köztársaság területéhez került, míg a nagyobb rész magával a faluval a Föderáció és Maglaj község terültén maradt.